# Hans Peter Doskozil
Hans Peter Doskozil (Vorau, 1970. június 21. –) osztrák politikus, 2016–17 között Ausztria védelmi minisztere, 2019-től Burgenland tartományi elöljárója (Landeshauptman).
2017. december 21-től 2019. február 28-ig a IV. Niessl  tartományi kormányban Burgenland tartományi tanácsosa volt a kultúráért, infrastruktúráért és pénzügyekért. 2016. január 26-tól 2017. december 18-ig a II. Faymann és Kern szövetségi kormányokban szövetségi védelmi és sportminiszter volt. Ezt megelőzően a burgenlandi tartományi rendőrség igazgatójaként dolgozott.
2023. május 22-én ő nyerte az SPÖ tagságának szavazását a párt elnökségről. A leadott szavazatok 33,68 százalékát kapta.

## Szakmai életpályája
Doskozil Hidasrákosdról származik, Árokszállás egy kis tagtelepüléséről. Az általános iskolát Árokszálláson, a középiskolát Pinkafőn, a szövetségi gimnáziumot Felsőlövőn végezte.
Doskozil 1989-ben teljesítette az alapkatonai szolgálatot a Landwehrstammregiment 13 kötelékében, és ugyanebben az évben csatlakozott a bécsi szövetségi rendőr-főkapitánysághoz. Többéves sorkatonai szolgálat után elvégezte a szolgálati tisztképzést. 2003-ban a Burgenlandi Biztonsági Igazgatósághoz (SID) került, majd 2004-ben a bécsi Szövetségi Rendőrségi Igazgatóság (BPD) Külföldi Rendőrségi Hivatalának jogi szolgálatába. Ugyanebben az évben a Szövetségi Belügyminisztériumba került. Doskozilt 2005-ben áthelyezték a SID Burgenlandba. 2008 novemberében kezdett dolgozni Hans Niessl burgenlandi kormányzó hivatalában, amelyet 2010 szeptemberétől szintén ő vezetett. 2012. szeptember 1-jén Doskozil visszatért a rendőri szolgálatba, mint a Burgenlandi Tartományi Rendőrigazgatóság első tartományi rendőrigazgatója[6].
A Pándorfalu melletti menekülttragédiáról szóló tudósítás során Doskozilt válságkezeléséért dicsérték.
2019. február 28-án Burgendland tartomány elöljárója lett.

## Privát élete
Doskozilnak két gyermeke van egy korábbi házasságából. Testvére a bécsi rendőrség rendőrtisztje.
2019 óta kapcsolatban áll Julia Jurtschakkal (házasságkötésük óta Doskozil), akit eredetileg 2020 februárjában neveztek ki irodájába referensnek; feladata lett volna a szociális piacok megtervezése és létrehozása minden kerületben. 2020-ban a NEOS és az ÖVP negatív reakciói miatt nem vállalta a posztot.
2018-ban először kellett megműteni a hangszálait tartós rekedtség miatt. 2019 őszén bejelentette, hogy kéthetes szabadságot vesz ki, hogy ismét megműttesse a hangszálait. 2021 januárjában újabb sikeres műtétre került sor. 2021 januárjában újabb sikeres műtétre került sor. Hivatalos feladatait Astrid Eisenkopf (2020 márciusában, valamint 2021-ben), illetve Leonhard Schneemann (2022 októberében) vette át.
2022. augusztus 12-én Doskozil Mosontarcsán feleségül vette élettársát, Julia Jurtschakot, házasságkötés után Julia Doskozilt. Az esküvőt már 2020-ra tervezték, de a koronavírus-járvány miatt többször elhalasztották.